# .za
A .za a Dél-afrikai Köztársaság internetes legfelső szintű tartomány kódja 1990 óta.
A kód az ország holland nevéből (Zuid-Afrika) ered. 1925-ig a holland volt a Dél-afrikai Köztársaság hivatalos nyelve, ekkor váltotta fel az afrikaans, amelyen az ország hivatalos neve Suid-Afrika. Az .sa domaint azonban Szaúd-Arábia használja, ezért Dél-Afrika kénytelen volt másikat választani.

## Második szintű tartománykódok
- ac.za
- city.za
- co.za
- edu.za
- gov.za
- law.za
- mil.za
- nom.za
- org.za
- school.za